# ポッツォレンゴ
ポッツォレンゴ（伊: Pozzolengo）は、イタリア共和国ロンバルディア州ブレシア県にある、人口約3,500人の基礎自治体（コムーネ）。
このコムーネはブレシア県、マントヴァ県とヴェローナ県の3つの県の県境とロンバルディア州とヴェネト州の2つの州の州境の境にある。

## 地理

### 位置・広がり

#### 隣接コムーネ
隣接するコムーネは以下の通り。括弧内のMNはマントヴァ県、VRはヴェローナ県所属を示す。
- カヴリアーナ (MN)
- デゼンツァーノ・デル・ガルダ
- ロナート・デル・ガルダ
- モンツァンバーノ (MN)
- ペスキエーラ・デル・ガルダ (VR)
- ポンティ・スル・ミンチョ (MN)

### 地震分類
イタリアの地震リスク階級 (it) では、2 に分類される
。